# Сига (притока Пизепа)
Си́га (рос. Сыга) — річка в Росії, ліва притока Пизепу. Протікає територією Кезького району Удмуртії.
Річка починається на південний захід від присілку Сига-1. Тече спочатку на північ, з середини течії русло повертає на північний захід, і воно спрямоване в такому напрямку до самого гирла. Впадає до Пизепу на північній околиці присілку Бані. Місцями береги річки заліснені, значні ділянки заболочені, особливо у верхній течії.
Приймає багато дрібних приток, найбільшою з яких є права Квашур. По руслу річки створено ставки.
Над річкою розташована лише північно-східна околиця села Чепца. Тут же збудовано автомобільний та залізничний мости.